# Z-Wave
Z-Wave(지-웨이브)는 주로 가정용 자동화에 사용되는 무선 통신 프로토콜이다. 보안 시스템, 온도 조절 장치, 창문, 자물쇠, 수영장 및 차고문의 개폐와 같은 주거용 기기 및 기타 장치의 무선 제어가 가능하도록 저에너지 전파를 사용하는 메쉬 네트워크이다. 가정 및 사무 자동화 시장을 겨냥한 다른 프로토콜 및 시스템과 마찬가지로 Z-Wave 자동화 시스템은 인터넷을 통해 무선 열쇠고리, 벽걸이 키패드 또는 스마트 폰, 태블릿 또는 컴퓨터, Z-Wave 게이트웨이 또는 허브 컨트롤러와 포털 역할을하는 중앙 제어 장치를 외부에 연결할 수 있다. 얼라이언스의 일부인 여러 제조업체의 가정용 제어 시스템 간의 상호 운용성을 제공한다. 2017년 5월 기준으로, 1,700 개 이상의 상호 운용 가능한 Z-Wave 제품이 있다.

## 역사
Z-Wave 프로토콜은 2001년 코펜하겐에 본사를 둔 덴마크 회사 Zensys에 의해 개발되었다. 그 해 Zensys는 900 MHz 범위의 비허가 주파수 대역에서 독점적 시스템 온 칩(SoC) 홈 오토메이션 프로토콜인 Z-Wave로 진화한 소비자 조명 제어 시스템을 발표했다. 100 시리즈 칩셋은 2003년에 출시되었으며, 200 시리즈는 저렴한 비용으로 고성능을 제공하는 ZW0201 칩과 함께 2005년 5월에 출시되었다. Z-Wave Plus라고도하는 500 시리즈 칩은 2013년 3월에 출시되어 메모리가 4 배 증가하고 무선 범위가 개선되며 배터리 수명이 개선되었다. Danfoss, Ingersoll-Rand 및 Leviton Manufacturing을 포함한 5 개의 회사가 Z-Wave를 채택한 2005년 경에 북미 지역에 기술이 적용되기 시작했다. 그들은 Z-Wave 기술의 사용을 촉진과 얼라이언스의 모든 제품이 상호 운용을 가능하게 하기 위해 Z-Wave 얼라이언스를 구성했다.2005년 Bessemer Venture Partners는 Zensys에 대해 1 천 600 만 달러의 제 3의 시드 라운드를 이끌었다. 2006년 5 월 인텔 캐피탈은 Intel이 Z-Wave Alliance에 합류 한 지 며칠 후 Zensys에 투자하고 있다고 발표했다. 2008년 Zensys는 파나소닉, 시스코 시스템즈, Palamon Capital Partners 및 Sunstone Capital에서 투자를 받았다.
Z-Wave는 2008년 12월 Sigma Designs에 인수되었다. 인수 후 캘리포니아 프리 몬트에 있는 Z-Wave의 미국 본사가 캘리포니아주 밀피 타스에 있는 시그마 본사와 합병되었다.
2005년에는 6 개의 제품에 Z-Wave 기술이 사용되었다. 2012년까지 스마트 홈 기술이 대중화됨에 따라 미국에서 사용할 수 있는 Z-Wave 기술을 사용하는 약 600 개의 제품이 출시되었다. 2017년 5월 기준으로, Z-Wave 얼라이언스는 1,700 개 이상의 제품을 인증했다.

## 호환성
Z-Wave의 상호 운용성 계층은 장치가 정보를 공유하고 모든 Z-Wave 하드웨어 및 소프트웨어가 함께 작동 할 수 있게 한다. 무선 메쉬 네트워킹 기술은 모든 노드가 인접한 노드와 직접 또는 간접적으로 대화하여 추가 노드를 제어 할 수 있게 한다. 범위 내에 있는 노드는 서로 직접 통신한다. 범위 내에 있지 않으면 두 노드 범위 내에 있는 다른 노드와 연결하여 정보에 접근하고 교환할 수 있다. 2016년 9월, Z-Wave 기술의 특정 부분은 Sigma Designs가 Z-Wave의 공개 소스 라이브러리에 추가 된 소프트웨어와 함께 Z-Wave의 상호 운용성 계층의 공개 버전을 발표했을 때 공개되었다. 공개 소스 가용성을 통해 소프트웨어 개발자는 보다 자유롭게 장치에 Z-Wave를 통합할 수 있다. Z-Wave의 S2 보안, IP 네트워크를 통한 Z-Wave 신호 전송을 위한 Z/IP 및 Z-Ware 미들웨어는 모두 2016년 현재 오픈 소스이다.

## 표준 및 Z-Wave 얼라이언스
Z-Wave 얼라이언스는 Z-Wave 표준에 기반한 무선 홈 컨트롤 제품들을 구축하는 것에 동의하는 160개 이상의 제조사 들로 이루어진 컨소시엄으로 2013년 현재 약 700개 이상의 Z-Wave 인증 제품 이 출시되어있다.
2011년 3월 Sigma Designs는 미츠미(Misumi)를 Z-Wave 무선 라이센스를 받은 두 번째 공급 업체로 발표했다.
2013년 10월 Sigma Designs와 Z-Wave 얼라이언스는 Z-Wave Plus라고 불리는 새로운 프로토콜 및 호환성 인증 프로그램을 발표했는데, 그것은 함께 탑재된 새 기능과 호환성 표준에 기초를 두고 있고 500 시리즈 시스템 온 칩(SoC)을 위해 필요하며 300/400 시리즈 SoC를 위해 2012년부터 제공되었던 몇 가지 기능을 포함한다. 2014년 2월 Z-Wave Plus에 의해 첫 번째 제품이 인증을 받았다. 얼라이언스는 서로 다른 플랫폼에서 작동하는 안전한 메쉬 네트워크를 스마트 홈을 위해 만드는 것을 목표로 한다.
Z-Wave는 450 명 이상의 회원으로 구성된 Z-Wave 얼라이언스의 다양한 제조업체의 장치와 센서를 사용하는 개체간에 안정적인 통신 및 작동을 수행하도록 설계되었다. 얼라이언스의 멤버는 INTERMATIC, Leviton, Techniku, 캐리어, ADT 공사, FAKRO 잉 가솔 랜드, JASCO, LG 유 플러스, NORTEK 보안 및 제어, 시그마 디자인, SmartThings, 하니웰, 보쉬, 벨킨 년 8 월 홈 및 블랙 & 데커를 포함한다.

## 주요 규격
- 대역폭: 9,600 bit/s, 40 Kbit/s 또는 100Kbit/s
- 변조방식: GFSK
- 거리: 옥외에서 최대 약 100피트(약 30미터)
- 네트워크 구성 : 최대 232개의 유닛
- 주파수대역:
  - 호주: 921.4 MHz
  - 브라질: 921.4 MHz
  - 유럽(CEPT 회원국): 868.4 MHz
  - 중국: 868.4 MHz
  - 홍콩: 919.8 MHz
  - 인도: 865.2 MHz
  - 일본: 922-926 MHz (2012년 신규 할당), 951-956 MHz (2015년 말 폐기 예정)
  - 말레이시아: 868.1 MHz
  - 멕시코: 908.4 MHz
  - 뉴질랜드: 921.4 MHz
  - 러시아: 869.0 MHz
  - 싱가포르: 868.4 MHz
  - 남아프리카공화국: 868.4 MHz
  - 아랍에미리트연방(UAE): 868.4 MHz
  - 미국/캐나다: 908.4 MHz
  - 대한민국: 920.9 MHz, 921.7 MHz, 923.1 MHz[20] (국내는 RFID/USN 주파수대역 내에서 20, 24, 31번 채널 사용)

## 토폴로지 및 라우팅
Z-Wave는 지능형 매시 네트워크 토폴로지를 사용하고 마스터 노드를 가지지 않는다. 노드 A와 노드 C가 서로 통신할 수 없는 거리에 있을지라도 세 번째 노드인 B를 통해 노드 A에서 노드 C로 메시지를 전송할 수 있다. 그리고 만약 B노드를 사용할 수 없다면 메시지를 전송한 A노드는 C노드에 도달하기 위한 다른 라우팅 경로를 찾을 것이다.
따라서 Z-Wave 네트워크는 단일 유닛의 전송거리보다 더 먼 전송거리를 가질 수 있다...

## 응용 분야와 상호 운용성
Z-Wave는 현재 홈오토메이션과 같이 장치를 제어하기 위해 가장 폭넓게 사용되는 RF 기술이다. 저전력, 양방향 RF, 매시 네트워킹 기술과 배터리 대 배터리 지원은 센서와 장치를 제어하는 데 아주 적합하다. 또한 Z-Wave는 주요 경쟁기술인 ZigBee와는 다르게 서로다른 벤더의 제품들과 애플리케이션 레벨에서 상호 운용되며 더 저렴하다. 이와 같은 Z-Wave의 장점으로인해 현재 시장에는 100개 이상의 소비자가 직접 구입해서 사용할 수 있는 서로 다른 벤더의 제품들이 출시되어 있다.

## 주요 Z-Wave 인증 제품
- Z-Wave 인증 제품 목록

## 같이 보기
- 스레드 (통신 프로토콜)
- 와이파이
- 직비

### 관련 기술
- ZigBee - IEEE 802.15.4에 기반하는 표준 프로토콜로 종종 특정 벤더 의존적인 독점적 장치를 위해 사용된다.
- Insteon[깨진 링크(과거 내용 찾기)] - 무선 브리지 기술을 지원하는 X10에 기반한 전력선 통신 기술